# Timothy Hutton

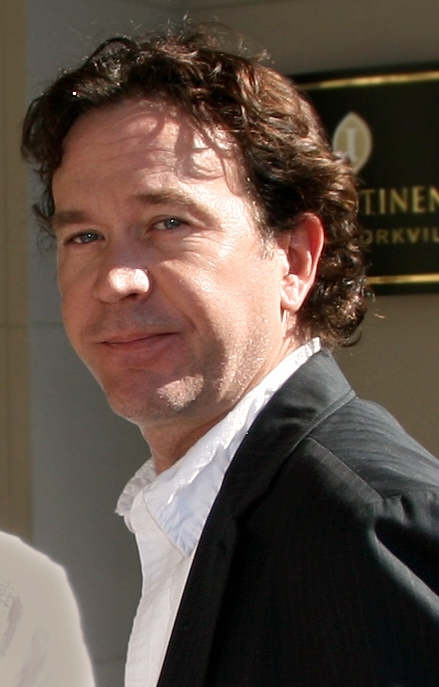
Timothy Hutton (2008)

Timothy Hutton (* 16. August 1960 in Malibu, Kalifornien) ist ein US-amerikanischer Schauspieler und Regisseur. Für seine Darstellung in dem Film Eine ganz normale Familie wurde er 1981 mit dem Oscar ausgezeichnet.

## Leben
Hutton wurde in Malibu, Kalifornien, als Sohn des Schauspielers Jim Hutton geboren. Nach der Scheidung seiner Eltern wuchs er aber zunächst hauptsächlich bei seiner Mutter, der Lehrerin Maryline Adams, fernab von Hollywood auf. Als Jugendlicher zog er zu seinem Vater nach Los Angeles und begann sich für eine Schauspielkarriere zu interessieren. 1978 folgte sein Debüt im Fernsehfilm Zuma Beach.
Danach folgten einige weitere Fernsehrollen, ehe Hutton 1980 sein Leinwanddebüt in dem Drama Eine ganz normale Familie gab, bei dem Robert Redford Regie führte. Für seine Darstellung eines depressiven Jugendlichen in diesem Film erhielt Hutton im darauffolgenden Jahr einen Oscar in der Kategorie Bester Nebendarsteller. Nach Tatum O’Neal, Anna Paquin und Patty Duke ist er der viertjüngste Oscargewinner, sowie der jüngste männliche Gewinner in den Schauspielkategorien. Den Preis widmete er seinem bereits 1979 verstorbenen Vater Jim Hutton.
Zunächst hatte er Erfolg in einer Reihe spektakulärer Filme wie Die Kadetten von Bunker Hill (1981), Daniel (1983)= über Ethel und Julius Rosenberg, und Der Falke und der Schneemann (1985). Danach erwies sich seine Filmauswahl unter kommerziellen Gesichtspunkten als eher unglücklich. Am Set von Alan Rudolphs Komödie Made in Heaven (1987) lernte er jedoch seine spätere Ehefrau Debra Winger kennen.
Hutton spielte in so unterschiedlichen Filmen wie French Kiss (1995), Playing God (1997), Wehrlos – Die Tochter des Generals (1999), dem Independentfilm Land des Sonnenscheins – Sunshine State (2002), der Stephen King-Adaption Das geheime Fenster (2004), dem Biopic Kinsey – Die Wahrheit über Sex (2004).
In einer Fernsehserie über Nero Wolfe spielte er 2002 den Ich-Erzähler Archie Goodwin.
Zwischen 2008 und dem Serienende 2012 spielte Hutton eine der Hauptrollen in der Serie Leverage. Dort war er als Nathan Ford neben Gina Bellman und Christian Kane zu sehen.

## Privates
Huttons 1986 geschlossene Ehe mit Debra Winger wurde 1990 geschieden. Aus ihr ging ein Sohn hervor. Danach heiratete er eine Nichte des ehemaligen französischen Präsidenten Valéry Giscard d’Estaing, mit der er einen Sohn hat. Seit 2005 ist Hutton ein Mitglied im Bund der Freimaurer, seine Loge, Herder Lodge No. 698, ist in New York City ansässig.

## Filmografie (Auswahl)

### Darsteller
- 1978: Zuma Beach (Fernsehfilm)
- 1979: Fürs Vaterland zu sterben (Friendly Fire, Fernsehfilm)
- 1979: Dann wären wir sechs (And Baby Makes Six, Fernsehfilm)
- 1980: Eine ganz normale Familie (Ordinary People)
- 1981: Der lange Weg nach Hause (A Long Way Home, Fernsehfilm)
- 1981: Die Kadetten von Bunker Hill (Taps)
- 1983: Daniel
- 1984: Rückkehr aus einer anderen Welt (Iceman)
- 1985: Der Falke und der Schneemann (The Falcon and the Snowman)
- 1985: Das Schlitzohr (Turk 182)
- 1987: Made in Heaven
- 1988: Zeit des Schicksals (A Time of Destiny)
- 1988: Verraten (Betrayed)
- 1988: Ein Leben voller Leidenschaft (Everybody’s All-American)
- 1989: Wenn die Masken fallen (Torrents of Spring)
- 1990: Tödliche Fragen (Q & A)
- 1992: Strangers (Fernsehfilm)
- 1993: Die Aushilfe (The Temp)
- 1993: Stephen Kings Stark (The Dark Half)
- 1993: Zelda – Ein rastloses Leben (Zelda, Fernsehfilm)
- 1994: Story Stripper – Schmutzige Zeilen (The Last Word)
- 1995: French Kiss
- 1996: Mr. und Mrs. Loving (Mr. and Mrs. Loving, Fernsehfilm)
- 1996: Beautiful Girls
- 1996: The Substance of Fire
- 1997: Playing God
- 1997: City of Industry
- 1997: Midnight Man – Killer der Regierung (Dead by Midnight, Fernsehfilm)
- 1998: Aldrich Ames: Traitor Within (Fernsehfilm)
- 1998: Vig (Money Kings, Fernsehfilm)
- 1999: Just One Night – Hochzeit mit Hindernissen (Just One Night)
- 1999: Deterrence
- 1999: Wehrlos – Die Tochter des Generals (The General’s Daughter)
- 2000: Hit Man – Mord nach Anleitung (Deliberate Intent, Fernsehfilm)
- 2001: WW3 (Fernsehfilm)
- 2001–2002: A Nero Wolfe Mystery (Fernsehserie, 27 Folgen)
- 2002: Land des Sonnenscheins – Sunshine State (Sunshine State)
- 2004: Das geheime Fenster (Secret Window)
- 2004: Kinsey – Die Wahrheit über Sex (Kinsey)
- 2004: 5ive Days to Midnight
- 2006: Der gute Hirte (The Good Shepherd)
- 2006: Das Kovak Labyrinth (El Laberinto de Kovak)
- 2006: Avenger – Ein Mann im Fadenkreuz (Avenger, Fernsehfilm)
- 2006: Heavens Fall
- 2006: Stephanie Daley
- 2006: Noch einmal Ferien (Last Holiday)
- 2006–2007: Kidnapped – 13 Tage Hoffnung (Kidnapped, Fernsehserie 13 Folgen)
- 2007: Desires of a Housewife – Menschen am Abgrund (When a Man Falls in the Forest)
- 2007: Mimzy – Meine Freundin aus der Zukunft (The Last Mimzy)
- 2008: Serial Killer Story (Reflections)
- 2008: Alphabet Killer (The Alphabet Killer)
- 2008: Lymelife
- 2008–2012: Leverage (Fernsehserie, 77 Folgen)
- 2009: Experiment Killing Room (The Killing Room)
- 2009: Serious Moonlight
- 2009: Broken Hill
- 2010: Der Ghostwriter (The Ghost Writer)
- 2010: Multiple Sarcasms
- 2015: #Horror
- 2015: Public Morals (Fernsehserie, Folgen 1x01, 1x03)
- 2015–2017: American Crime (Fernsehserie, 26 Folgen)
- 2017: Alles Geld der Welt (All the Money in the World)
- 2018: Tom Clancy’s Jack Ryan (Fernsehserie, 5 Folgen)
- 2018: Beautiful Boy
- 2018: Spuk in Hill House (The Haunting of Hill House, Fernsehserie, 10 Folgen)
- 2018–2019: How to Get Away with Murder (Fernsehserie, 15 Folgen)
- 2019–2020: Almost Family (Fernsehserie, 13 Folgen)
- 2021: The Long Home
- 2022: Emancipation
- 2022: Women of the Movement (Fernsehserie, Folgen 1x03–1x06)
- 2023: S.W.A.T. (Fernsehserie, 6x21–6x22)

### Regie
- 1986: Unglaubliche Geschichten (Amazing Stories, Fernsehserie, Folge 1x24)
- 1998: Träume bis ans Ende der Welt (Digging to China)
- 2001–2002: A Nero Wolfe Mystery (Fernsehserie, 7 Folgen)
- 2013: Ivanov Red, White, and Blue (Kurzfilm)

## Auszeichnungen
- 1981: Oscar („Bester Nebendarsteller“ in Eine ganz normale Familie)
- 1981: Golden Globe Award („Bester Nebendarsteller“ in Eine ganz normale Familie)
- 1981: Golden Globe („Bester Nachwuchsdarsteller“ in Eine ganz normale Familie)
- 1982: Golden-Globe-Nominierung als „Bester Hauptdarsteller“ in Die Kadetten von Bunker Hill